# Slovenië op de Olympische Winterspelen 2006
Tijdens de Olympische Winterspelen van 2006 die in Turijn werden gehouden nam Slovenië voor de vijfde keer deel aan de Winterspelen.

## Deelnemers
Aan de negen sporten waarop Slovenië uitkwam namen 41 deelnemers deel, 28 mannen en 15 vrouwen.
| Sport              | Aantal | Mannen | Vrouwen                                                                    |
| ------------------ | ------ | --- | -------------------------------------------------------------------------- |
| Alpineskiën        | 13     | Mitja Dragšič Aleš Gorza Drago Grubelnik Andrej Jerman Jure Košir Andrej Šporn Bernard Vajdič Mitja Valenčič | Ana Drev Ana Kobal Tina Maze Urška Rabič Petra Robnik                      |
| Biatlon            | 9      | Klemen Bauer Janez Marič Janez Ožbolt Matjaz Poklukar                                                        | Tadeja Brankovič Teja Gregorin Dijana Grudiček Andreja Koblar Andreja Mali |
| Freestyleskiën     | 2      | | Nina Bednarik Miha Gale                                                    |
| Kunstschaatsen     | 1      | Gregor Urbas                                                                                                 |                                                                            |
| Langlaufen         | 5      | Nejc Brodar Jože Mehle                                                                                       | Maja Benedičič Vesna Fabjan Petra Majdič                                   |
| Noordse combinatie | 2      | Dejan Plevnik Damjan Vtič                                                                                    |                                                                            |
| Rodelen            | 1      | Domen Pociecha                                                                                               |                                                                            |
| Schansspringen     | 6      | Rok Benkovič Jernej Damjan Robert Kranjec Primož Peterka Primož Pikl Jure Sinkovec                           |                                                                            |
| Snowboarden        | 4      | Rok Flander Tomaž Knafelj Dejan Košir Izidor Šušteršič                                                       |                                                                            |

Albanië · Algerije · Amerikaanse Maagdeneilanden · Andorra · Argentinië · Armenië · Australië · Azerbeidzjan · België · Bermuda · Bosnië en Herzegovina · Brazilië · Bulgarije · Canada · Chili · China · Chinees Taipei · Costa Rica · Cyprus · Denemarken · Duitsland · Estland · Ethiopië · Finland · Frankrijk · Georgië · Griekenland · Groot-Brittannië · Hongarije · Hongkong · Ierland · IJsland · India · Iran · Israël · Italië · Japan · Kazachstan · Kenia · Kirgizië · Kroatië · Letland · Libanon · Liechtenstein · Litouwen · Luxemburg · Macedonië · Madagaskar · Moldavië · Monaco · Mongolië · Nederland · Nepal · Nieuw-Zeeland · Noord-Korea · Noorwegen · Oekraïne · Oezbekistan · Oostenrijk · Polen · Portugal · Roemenië · Rusland · San Marino · Senegal · Servië en Montenegro · Slovenië · Slowakije · Spanje · Tadzjikistan · Thailand · Tsjechië · Turkije · Venezuela · Verenigde Staten · Wit-Rusland · Zuid-Afrika · Zuid-Korea · Zweden · Zwitserland